# 陳義 (成化丙戌進士)
陳義（1427年—？），字集義，江西撫州府樂安縣人，明朝政治人物。同進士出身。

## 生平
成化元年（1465年）舉乙酉科應天府鄉試第四十九名。成化二年（1466年）聯捷丙戌科會試第三百三十三名，殿試登進士第三甲第一百九十八名。

## 家族
曾祖父陳孟謙。祖父陳叔賢。父亲陳懷舉。